# Paladino Foot-Ball Club
Paladino Foot-Ball Club foi uma agremiação esportiva da cidade do Rio de Janeiro, fundada a 16 de maio de 1914. A praça esportiva localizava-se na Rua Senador Soares, no bairro de Aldeia Campista, mas se transferiu para outros locais, como a Rua João Pinheiro em Piedade, no subúrbio da cidade, entre 1916 e 1917. O estádio foi doado posteriormente ao Ríver.

## História
Sua sede inicial era na Rua da Quitanda, no Centro do Rio de Janeiro. Logo se mudou para a Rua Barão de Ubá 99, casa 18, na Praça da Bandeira. Inicialmente, possuía o branco como cor oficial, mas a partir de 1915 passou a ter como cores oficiais o azul e o vermelho. Naquele ano, sagrou-se vice-campeão do Campeonato Carioca da Terceira Divisão.
Derrotou o Vasco da Gama pelo placar de 10 a 1 na abertura do Campeonato Carioca da Terceira Divisão no dia 3 de maio de 1916.
Em 1917, já na Segunda Divisão, se sagra vice-campeão do Torneio Início ao perder a decisão para o Club de Regatas Icarahy.
Em 1919, o clube se mudou novamente, dessa vez para a Rua Dr. Augusto de Vasconcelos, 62 em Campo Grande.
Se fundiria ao Campo Grande Football Club (fundado a 16 de maio de 1908), para criar o Campo Grande Athletico Club, a 22 de fevereiro de 1920.

## Títulos
- 1917 - Vice-campeão do Torneio Início da Segunda Divisão (LMDT - Liga Metropolitana de Desportos Terrestres);